# Lagoon Boy
Lagoon Boy (a volte chiamato anche La'gaan) è un personaggio dei fumetti pubblicati dalla DC Comics, creato da Erik Larsen e apparso per la prima volta in Aquaman (vol. 5) n. 50 (dicembre 1998). È un supereroe, il cui nome e aspetto sono un riferimento al protagonista del classico del cinema horror Il mostro della laguna nera.

## Biografia del personaggio
Nessuno scrittore ha ancora provveduto a fornire un'origine per Lagoon Boy. Nella sua prima comparsa, gli fu permesso di entrare ad Atlantide come parte di un tentativo di Aquaman di rendere la città più aperta a coloro che arrivavano da fuori garantendogli la cittadinanza, ma naturalmente la sua presenza fu accolta con una forte protesta da parte di molti Atlantidei elitisti. A Lagoon Boy fu data la cittadinanza nel giorno del matrimonio tra il Re Orin e la Regina Mera. Mentre si trovava li, fece amicizia con Blubber, una balena umanoide con il livello intellettivo di un genio, e della sua assistente, Sheeva la Sirena. In Aquaman n. 54 si scoprì che i tre personaggi cominciarono a chiamare il proprio gruppo "gli Amanti della Terra" poiché erano creature sottomarine affascinate dal mondo di superficie. Blubber creò un dispositivo che permetteva agli Atlantidei di vedere la televisione del mondo sopracqueo, e il trio si diresse proprio li al fine di esplorarlo e di paragonarlo ai programmi televisivi che avevano appena visto. La loro comparsa creò un enorme disturbo e fu subito contattata la Guardia costiera. Aquaman salvò gli Amanti della Terra e li riportò ad Atlantide.
Terminato il periodo di Eric Larsen sul fumetto di Aquaman, gli Amanti della Terra non comparvero più nel suo fumetto. Lagoon Boy fu utilizzato poco prima della fine del fumetto di Aquaman dallo scrittore Chuck Dixon, che scrisse la storia Batman: Terra di nessuno, presente in Young Justice Special n. 1. Nella storia, i membri maschili della Young Justice (Superboy, Robin e Impulso), si diressero a Gotham City, dove incontrarono Lagoon Boy, e i quattro si allearono per fermare Kobra. Lagoon Boy ricomparve in Young Justice: Sins of Youth, dove comparve come un adulto. Aiutò poi la Young Justice a fermare Klarion e Black Manta, e assistere la JSA, la JLA e i Teen Titans ad arrestare la mistura di scienza e magia che causava le trasformazioni.
Lagoon Boy dimostrò poi l'abilità di comandare, o almeno ricevere l'aiuto, delle megattere al fine di causare una corrente di ritorno sulle spiagge sulla nazione nemica di Zandia, aiutando così la Young Justice. Robin e Lagoon Boy si allearono per fermare un Mostro marino dal danneggiare Gotham Harbor e lo costrinsero a tornare in mare. Si vide poi brevemente in Crisi infinita, quando lo Spettro devastò Atlantide. Lo si vide combattere contro lo Spettro al fianco di molti atlantidei e i loro alleati. Lagoon Boy fu uno dei pochi sopravvissuti rimasti dopo che lo Spettro schiacciò la città.
Oltre un anno dopo lo scioglimento della Young Justice, Lagoon Boy fu reclutato al fianco di altri eroi adolescenti oscuri come parte della squadra spin-off dei Teen Titans noti come Titans East. Sfortunatamente, lui e il resto dei Titans furono gravemente danneggiati dopo essere stati attaccati dai figli di Trigon durante un addestramento di routine.
In una scena antecedente di qualche ora agli eventi de La notte più profonda, l'ex compagno di squadra di Lagoon Boy Hawk II visitò la Titans Tower e disse irato a Cyborg che Lagoon Boy era ancora in coma.

## Poteri e abilità
Lagoon Boy è un ragazzo anfibio. È di piccola statura, ma forte, veloce e resistente. Il suo corpo è coperto da scaglie verdi, pinne, artigli e denti affilati. Quando è eccitato, possiede l'abilità di gonfiarsi come un pesce palla, cosa che lo rende più grande e intimidente, e sviluppò gli aculei che potevano causare grande dolore agli avversari che attraversavano il suo cammino.
Lagoon Boy scoprì una conchiglia corno che gli permette di chiamare Spotty, un animale mostruoso proveniente dalla trincea sottomarina chiamata Profondità del Diavolo.
Anche se non è un superpotere di per sé, ha anche accesso a una piccola fortuna raccolta dalle città e dalle navi sommerse.

## Altre versioni
Lagoon Boy comparve in Teen Titans Go! n. 52, come alias alternativo di Robby Reed. Ignoto sia a Robby e ai Titans, il suo Dial-H prende in prestito i poteri di ogni eroe che si trova in prossimità, e così divenne Lagoon Boy quando Aqualad fu vicino a lui.

## Altri media
Lagoon Boy comparve nell'episodio Dwontime della serie animata Young Justice. Qui è uno studente del Conservatorio della Magia insieme a Lori Lemaris. In "Happy New Year", si mostrò che Lagoon Boy si unì alla squadra e che aveva una relazione con Miss Martian. Lei si riferì a lui chiamandolo La'gaan, mentre lui si riferì a lei chiamandola "Pesce Angelo". Lagoon Boy spesso tese a uscire dagli schemi mostrando le sue attenzioni romantiche verso Miss Martian in presenza di Superboy, che era il suo ex, causando una specie di frizione tra i due. Quando incontrarono Aqualad in "Alienated", fu l'unico di loro che non lo prese in simpatia, optando per attaccarlo in quanto tradì i suoi amici. Lagoon Boy è spesso incline ad utilizzare lo slang o gli eufemismi Atlantidei nelle comuni conversazioni, spesso quando preso alla sprovvista, come "Per la barba di Nettuno!". In "Depths", Lagoon fu catturato dalle forze di Black Manta difendendo un satellite dove fu messo fuori combattimento da Aqualad. Aqualad ordinò agli uomini di Black Manta di portare Lagoon Boy al nuovo partner della Luce; questo si rivelò essere un tentativo di Aqualad (che era sotto copertura) di evitare che Lagoon Boy venisse ucciso senza far saltare la sua copertura. In "Before the Dawn" i Reach lo utilizzarono come elemento da sperimentazione, che spiegò che nonostante le sue differenze fisiche, era tecnicamente un umano e quindi un ideale candidato per il metagene. Fu liberato insieme a Blue Beetle e Impulso, ma fu poi messo fuori combattimento da Black Beetle. Fu quindi trascinato nella bionave della squadra e salvò Blue Beetle prima che affogasse dopo che quest'ultimo venne buttato fuori dalla nave dei Reach. In "The Fix" fu vittima insieme a Miss Martian di un'imboscata da parte di Deathstroke e della sua assistente Tigress (Artemis Crock sotto copertura), che presero di mira Miss Martian su ordine di Miss Martian. Nonostante i suoi sforzi di salvare la sua ragazza, Lagoon Boy fu messo KO e la sua gamba fu gravemente danneggiata. Ricomparve in "Intervention" dove la sua gamba era del tutto guarita. Tuttavia, Miss Martian giunse alla conclusione che lo stava meschinamente usando e che la loro relazione non era giusta per nessuno dei due, e quindi si separarono. Lagoon Boy aiutò la squadra nel suo tentativo di catturare la Luce in "Summit" e quindi fermare l'arma del giudizio dei Reach in "Endgame". Per questo, fu messo in coppia con Aqualad che rivelò i suoi veri colori e si riunì alla squadra. All'inizio, Lagoon Boy non ne fu contento finché Aqualad non spiegò che sperava che Lagoon Boy prendesse il suo posto in sua assenza, riparando così la loro amicizia.